# Mandamento di Bisenti
Il mandamento di Bisenti fu uno degli storici mandamenti italiani, soppressi nel 1923.

## Istituzione e limiti naturali
All'interno del Regno d'Italia fu costituito, insieme alla provincia di Teramo di cui era parte, dopo l'annessione del Regno delle Due Sicilie nel 1861. Faceva parte del circondario di Penne e comprendeva i seguenti comuni: Bisenti (capoluogo di mandamento), Bacucco, Castiglione Messer Raimondo, Cermignano, Penna Sant'Andrea, Basciano e Castagna.
Il Mandamento di Bisenti aveva come confine sud occidentale la catena del Gran Sasso, con i 2000 m del monte Siella, in comune di Bacucco; come limiti orientali la campagna con i caratteristici calanchi dell'agro di Castiglione e di Cermignano, mentre a nord e a ovest era bagnato dai fiumi Vomano e Mavone.
Tra i monumenti caratteristici all'interno del mandamento vi erano la chiesa di Santa Maria di Ronzano in comune di Castel Castagna e la Torre di Montegualtieri nel territorio di Cermignano.
Il capoluogo di Mandamento, Bisenti, aveva una propria pretura.

## Storia del mandamento e della pretura

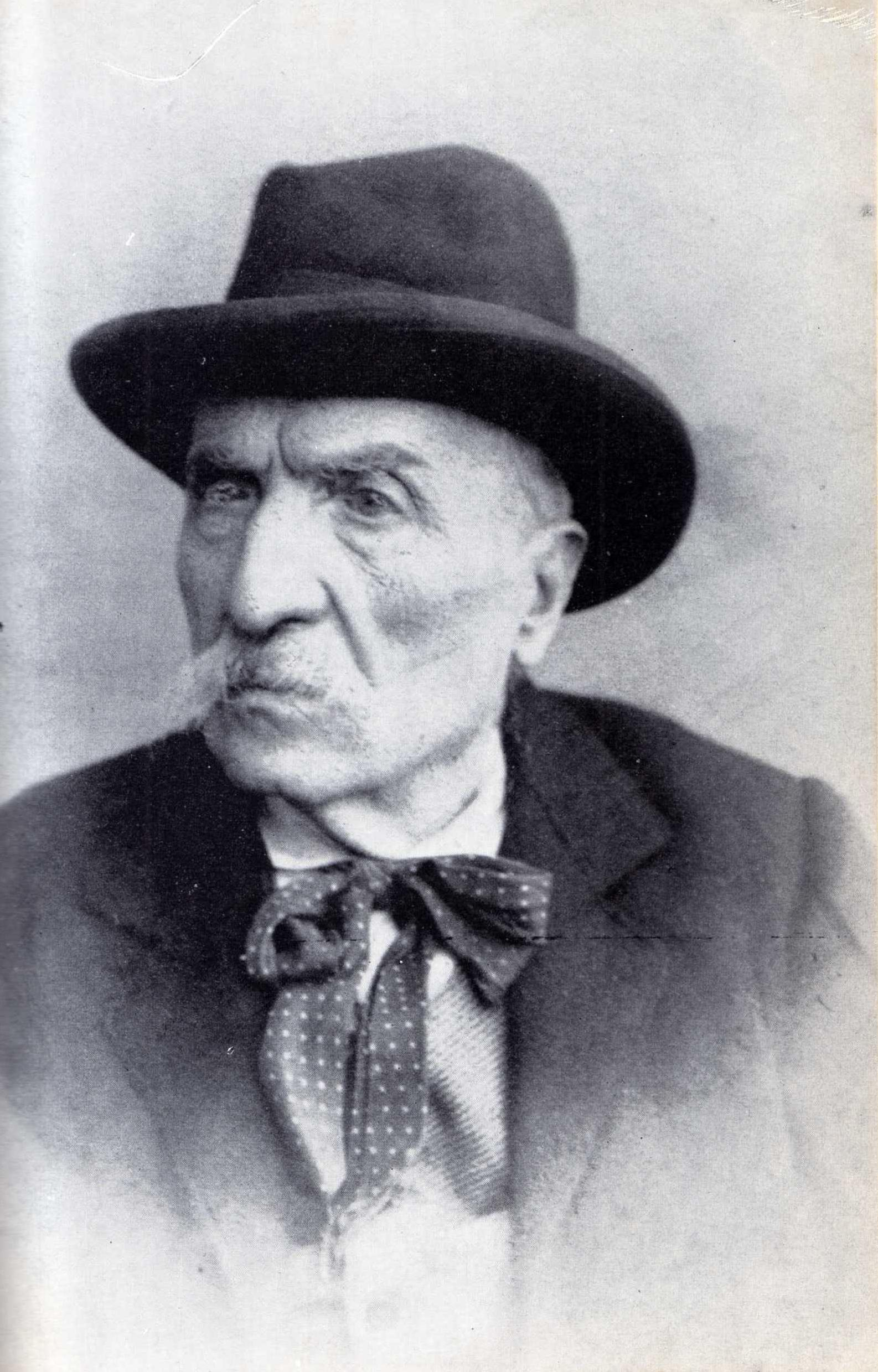
don Achille Barone (1829-1903)

Bisenti già nei secoli antichi fu sede bajulare o giudiziaria con competenza anche dei limitrofi castelli. Le attribuzioni dei bajuli furono in seguito assunte dai governatori nel 1738 con decreto di Carlo III di Borbone. Quindi vennero istituiti i giudicati di pace con un ben definito sistema circoscrizionale. Con legge del 29 maggio 1817 si ebbero i giudici di circondario e i loro supplenti, che vennero sostituiti nel 1866 dai pretori e dai vicepretori.
La scelta di Bisenti come capoluogo di circondario venne effettuata definitivamente con legge dell'8 agosto 1806; la sede venne fissata dapprima nella casa della corte e poi trasferita nel palazzo D'Ambrosio. Il concetto di circondario si trasformò in quello di mandamento dopo l'annessione del Regno delle due Sicilie al neonato Regno d'Italia. Il mandamento dipendeva dal Circondario di Penne, trasformazione dell'antico Distretto di Penne.
Nel 1868 il consigliere provinciale Ortolani propose la scissione di Basciano e Cermignano con l'aggregazione di questi due comuni al mandamento di Teramo. Nel 1871 i comuni di Cermignano, Penna Sant'Andrea, Basciano e Castel Castagna deliberarono di poter passare a Teramo. All'epoca il sindaco di Bisenti Achille Barone sosteneva che le ragioni dei separatisti fossero essenzialmente due: il proprio comodo e il municipalismo e come, nelle precedenti richieste di disaggregazione, fosse stata sempre respinta la petizione in quanto "non si riconosceva né l'opportunità né la convenienza". Anche allora le richieste separatiste non vennero accolte a Roma, tanto più che l'attività mandamentale risultava molto intensa.

## Soppressione
Nel 1923 venne soppresso; nel 1927 i comuni appartenenti all'ex Mandamento di Bisenti vennero confermati alla provincia di Teramo, mentre tutti i restanti comuni del soppresso circondario di Penne passarono alla neocostituita provincia di Pescara.
La pretura di Bisenti continuò a funzionare fino al 27 dicembre 1956, data in cui venne soppressa.